# Пахау
Пахау (мяо Phajhauj Hmoob, /pʰâ hâu m̥ɔ́ŋ/) — местное полуслоговое письмо, изобретенное в 1959 году Шон-лы Я для записи языков хмонг.

## Форма
Пахау пишется слева направо. Каждый слог записывается двумя буквами, начало слога (la, начальная согласная или их сочетание) и рифма (yu, гласная, дифтонг или гласная плюс конечная согласная). Несмотря на это, порядок этих элементов начинается с рифмы, противоположно порядку произношения. Поэтому пахау также можно считать ориентированной на гласные абугидой. Тоны и многие начальные согласные записываются с помощью диакритики.
В пахау существует двадцать начальных букв для транскрипции шестидесяти начальных звуков. Они дополняются двумя диакритиками, точкой и стежком, которые пишутся над начальными знаками. Тем не менее, несмотря на то, что здесь присутствуют соответствия между звуками окончательных форм, четкого образца здесь нет.
С другой стороны, рифмы определены более точно. Существует тринадцать звуков рифм и двадцать шесть букв, их изображающих. Одна из каждой пары изображает четыре из восьми тонов, в то время как остальные изображают другие четыре тона. Диакритики (пустая, точка, макрон и трема) изображают тоны, которые может нести любая конечная буква.
В дополнение к фонетическим элементам, в пахау также присутствует некоторое количество логографических компонентов, которые могут изображать:
- Числа 0—10, ×102 (сотни), ×104 (мириады), ×106 (миллионы), ×108, ×1010, и ×1012 (миллиарды), причем высшие числительные отбрасываются
- Арифметические знаки
- Периоды времени: год, время года, месяц, день, число
- Распространенный грамматический классификатор, lub, который, записываясь, фонетически состоит из двух очень похожих букв
- Восемнадцать знаков кланов. Они никогда не распространялись, но использовались для прояснения личных отношений в лагерях хмонгов, где люди регулярно встречали незнакомцев из неизвестного клана.

Пунктуация заимствована из латинского алфавита, полагается, что из французского или лаосского, кроме знака, предложенного одним из сторонников Шон-лы, заменившего оригинальный знак, но также включает свои знаки для редупликации и кантилляции.

## Юникод
Письмо было включено в Юникод с выходом версии 7.0 в июне 2014 года. Выделенный для пахау диапазон — U+16B00—U+16B8F:
| Пахау Официальная таблица символов Консорциума Юникода (PDF) |   |   |   |   |   |   |   |   |   |   |   |   |   |   |   |   |
|                                                              | 0 | 1 | 2 | 3 | 4 | 5 | 6 | 7 | 8 | 9 | A | B | C | D | E | F |
| U+16B0x                                                      | 𖬀 | 𖬁 | 𖬂 | 𖬃 | 𖬄 | 𖬅 | 𖬆 | 𖬇 | 𖬈 | 𖬉 | 𖬊 | 𖬋 | 𖬌 | 𖬍 | 𖬎 | 𖬏 |
| U+16B1x                                                      | 𖬐 | 𖬑 | 𖬒 | 𖬓 | 𖬔 | 𖬕 | 𖬖 | 𖬗 | 𖬘 | 𖬙 | 𖬚 | 𖬛 | 𖬜 | 𖬝 | 𖬞 | 𖬟 |
| U+16B2x                                                      | 𖬠 | 𖬡 | 𖬢 | 𖬣 | 𖬤 | 𖬥 | 𖬦 | 𖬧 | 𖬨 | 𖬩 | 𖬪 | 𖬫 | 𖬬 | 𖬭 | 𖬮 | 𖬯 |
| U+16B3x                                                      | 𖬰  | 𖬱  | 𖬲  | 𖬳  | 𖬴  | 𖬵  | 𖬶  | 𖬷 | 𖬸 | 𖬹 | 𖬺 | 𖬻 | 𖬼 | 𖬽 | 𖬾 | 𖬿 |
| U+16B4x                                                      | 𖭀 | 𖭁 | 𖭂 | 𖭃 | 𖭄 | 𖭅 |   |   |   |   |   |   |   |   |   |   |
| U+16B5x                                                      | 𖭐 | 𖭑 | 𖭒 | 𖭓 | 𖭔 | 𖭕 | 𖭖 | 𖭗 | 𖭘 | 𖭙 |   | 𖭛 | 𖭜 | 𖭝 | 𖭞 | 𖭟 |
| U+16B6x                                                      | 𖭠 | 𖭡 |   | 𖭣 | 𖭤 | 𖭥 | 𖭦 | 𖭧 | 𖭨 | 𖭩 | 𖭪 | 𖭫 | 𖭬 | 𖭭 | 𖭮 | 𖭯 |
| U+16B7x                                                      | 𖭰 | 𖭱 | 𖭲 | 𖭳 | 𖭴 | 𖭵 | 𖭶 | 𖭷 |   |   |   |   |   | 𖭽 | 𖭾 | 𖭿 |
| U+16B8x                                                      | 𖮀 | 𖮁 | 𖮂 | 𖮃 | 𖮄 | 𖮅 | 𖮆 | 𖮇 | 𖮈 | 𖮉 | 𖮊 | 𖮋 | 𖮌 | 𖮍 | 𖮎 | 𖮏 |